# スズキ・薔薇
薔薇（ばら）とは、スズキが製造販売していたスクータータイプのオートバイである。

## 概要
1983年10月発売。
女性ユーザーを対象とした、乾燥重量41kgという軽量コンパクトなミニスクーター。空冷2ストロークエンジン・3.8馬力。同じく女性向けとしてヒットした同社のスクーター「蘭」を、さらに軽量、コンパクトにしたモデル。
なお、静岡県浜松市のスズキ歴史館には薔薇と蘭がともに展示されている。
仕様沿革
- CY50（1983年）
- CY50 / CY50D（1984年）※「50」はセル無し仕様車、「50D」はセル付き仕様車。
- CY50C（1986年）※「50C」はスペシャルエディション。
- CY50CJ（1988年）
- CY50CK（1989年）